# 藍色時刻
藍色時刻、魔幻時刻、藍色時間，是暮光（在早晨與傍晚發生的航海暮光）在一段時間內，當太陽處在地平線以下的深處，並且殘留的陽光間接性的呈現藍色陰影，這與大部分在晴朗無雲的情形下所見的暮光不同，此陽光折射呈現的光色現象由瑞利散射引起。
藍色時刻會在太陽距離地平線距離夠遠時，臭氧引起的查普尔吸收使陽光的藍色光波長主導。

## 現象原理或何時發生
此現象依然無法能正確解釋該自然現象原理如何運作，普遍認為是因地球在日落前後日落後的大氣層僅吸收並分散太陽照射的短藍色波長，波長較短而散射較長的紅色波長。以此解釋這一小時的一段時間內的天空的色彩光線的色調為何較偏藍。甚至有些關於臭氧的資訊，認為臭氧並不會造成天空色調偏藍，在臭氧的反射下依然是平時的天空色調，儘管在白天此現象較不明顯，天空色調在此時較偏青藍色。然而這些對此自然現象的解釋都是錯誤的。下文所述的該自然現象的解釋比前者有部分更正，並且也是正確的。 
在天空晴朗無雲時，藍色時刻會是個豐富多彩的奇觀， 間接將天空反射的陽光照映成藍色、紅色、橙色和黃色。此效應是由可見光較短的藍色波長相對紅色波長的相對擴散性所引起。藍色時刻時， 紅光穿過外層空間，藍光在大氣層散射，兩者色光波長交會到達地球表面。 藍色時刻通常會在日落後及日出前持續20–30分鐘。例如在下午6:30有太陽照映下，藍色時刻將會在下午6:40到晚上7:00間發生。若太陽在早上7:30升起， 藍色時刻將會在早上7:00到早上7:20發生，但若在兩者時間裡烏雲密佈遮住太陽就不太可能出現藍色時刻。一年四季、位置、空氣質量、天氣、氣候都會影響藍色時刻出現，這些因素和要件影響了藍色時刻出現的時間。

## 攝影技巧
儘管藍色時刻出現的時間不固定，會依所在地區會有不同的時間長度，以中國為例會出現30到40分鐘，會在日出前約10分鐘結束。對攝影藝術家而言，拍攝藍色時刻除了需要攝影技術，也需要看準拍攝時機，由日變夜短短一個小時之內，找出最合適拍攝的光線。 當太陽位於地平線約4°到8°時，餘光還未消失，光線偏冷，光差較低，天空呈現冷暖過渡的色調，偏藍調的顏色和紫色會明顯突出獨特的色彩。在藍色時刻拍攝的相片會呈冷調，重點要是光差比完全入黑後小，景物即使沒有直接受光，亦可見其細節，整體曝光更易控制，能更好的調整角度。另外，由於街道上的人造光源多為偏金黃，與藍色時刻出現的冷調為色輪圖之中的對色，無需經過後製，相片顏色配搭的感覺已經很具藝術風。

## 圖集

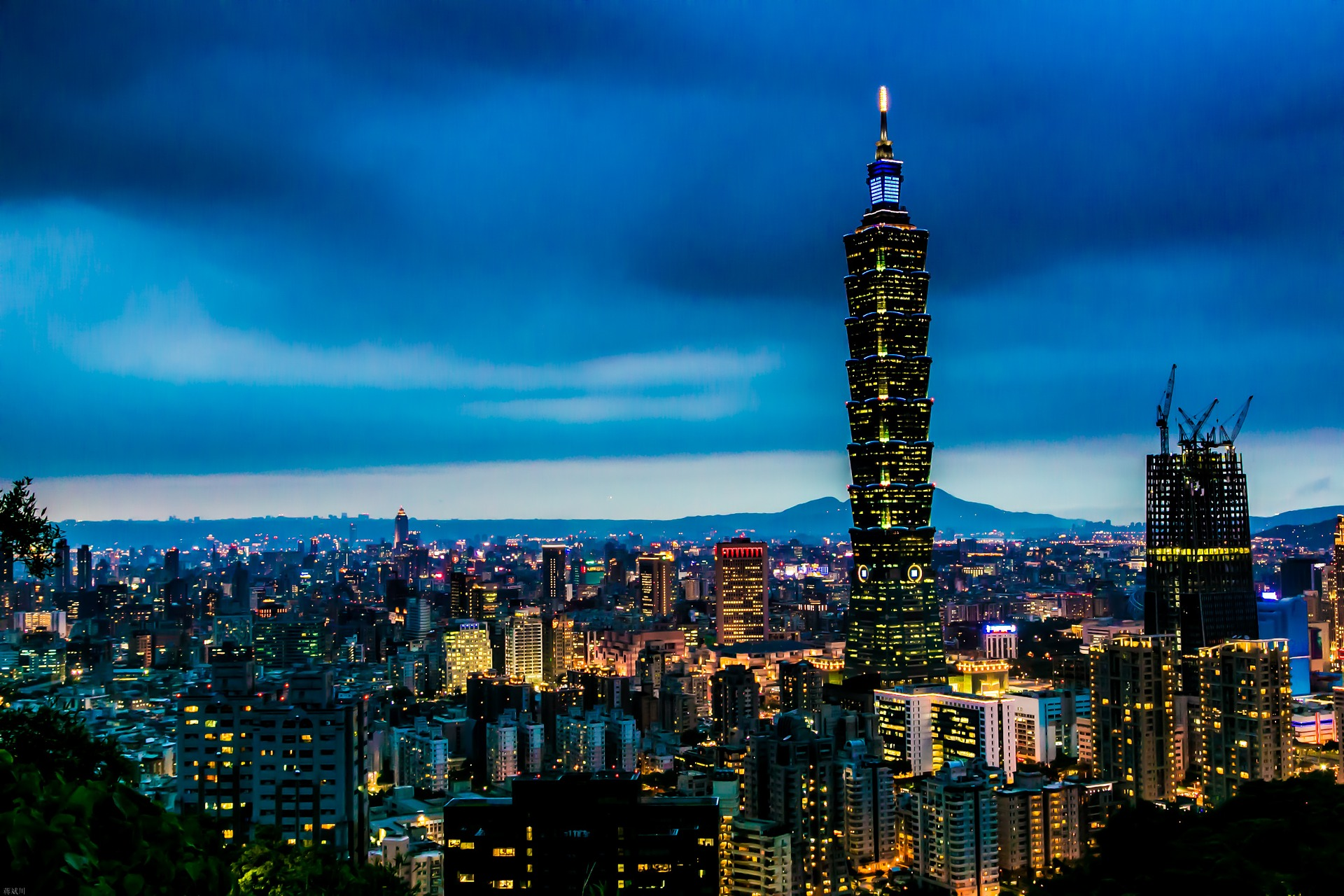
在台灣台北市的藍色時刻，圖片中最高的建築物為台北101。
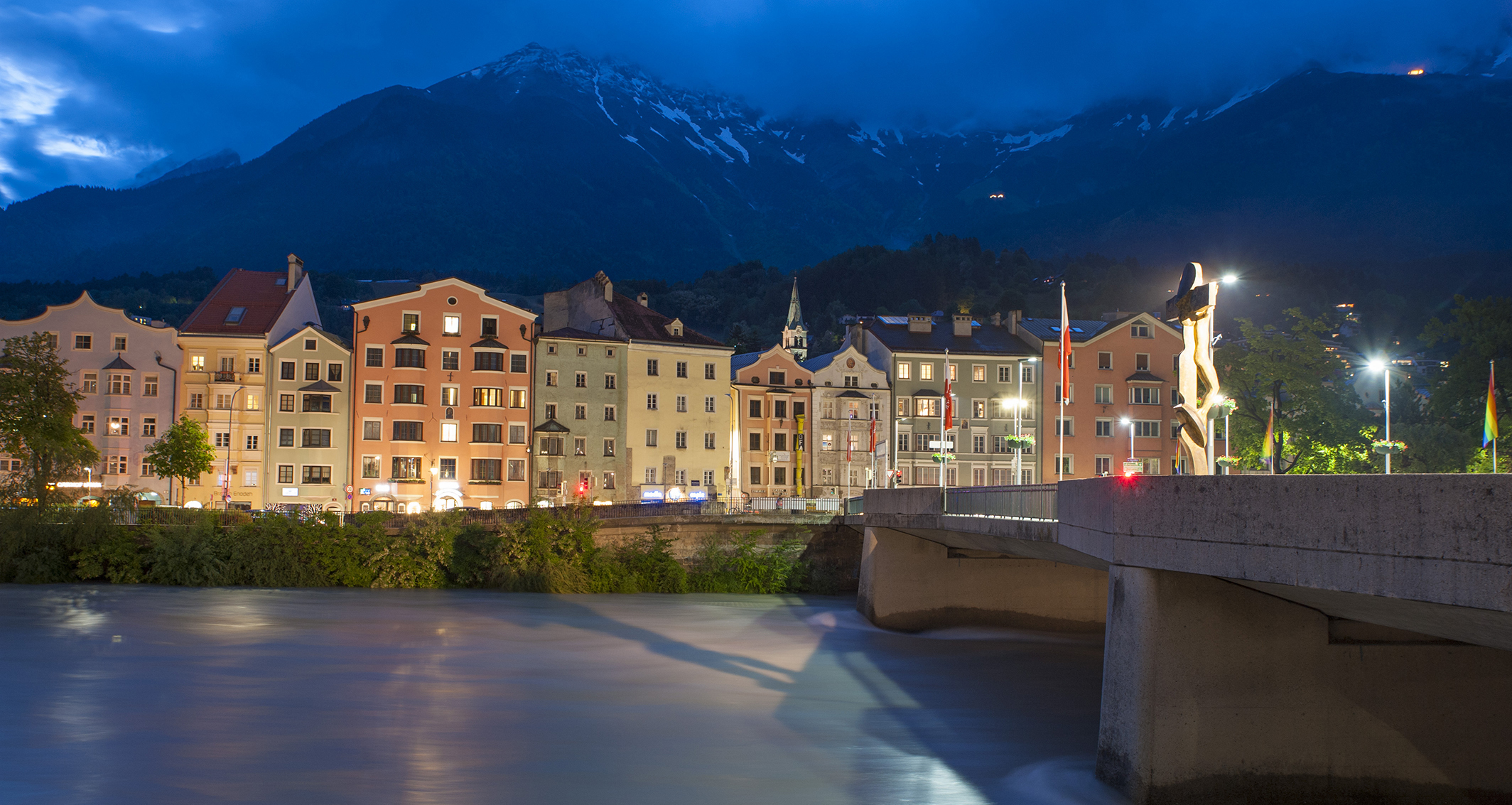
因斯布魯克的藍色時刻
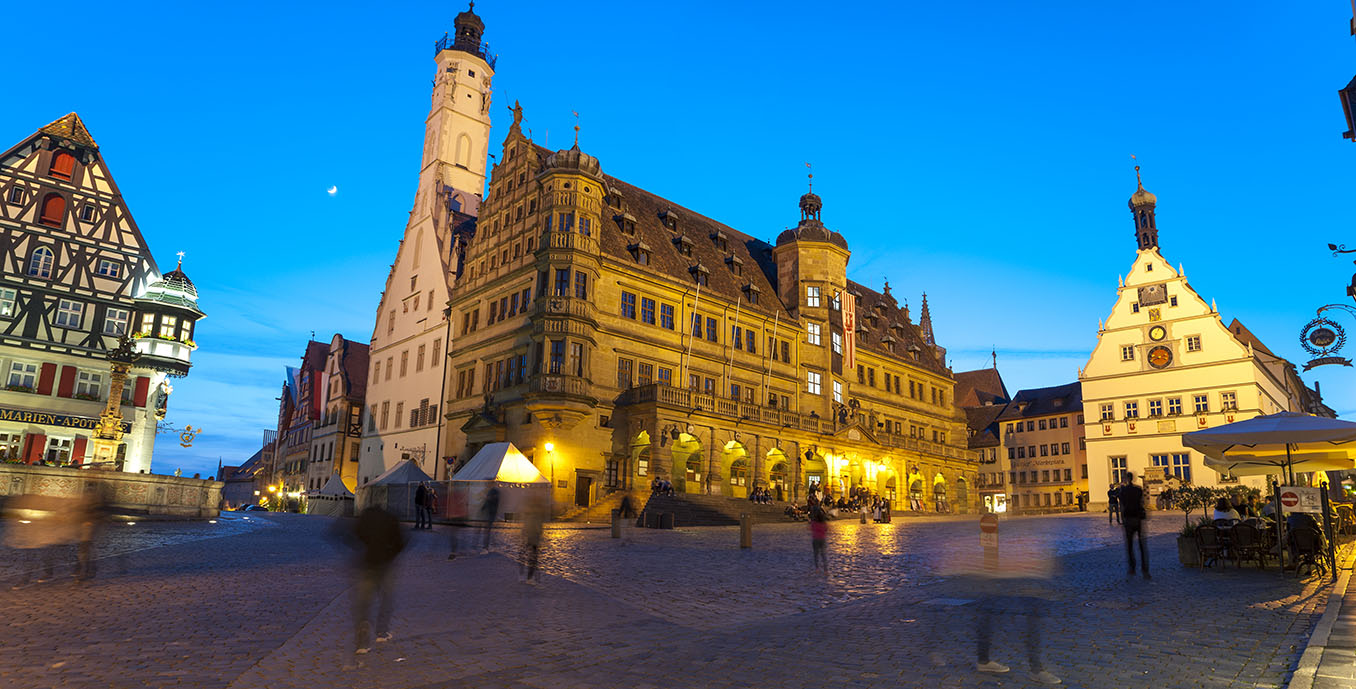
德國羅滕堡的藍色時刻
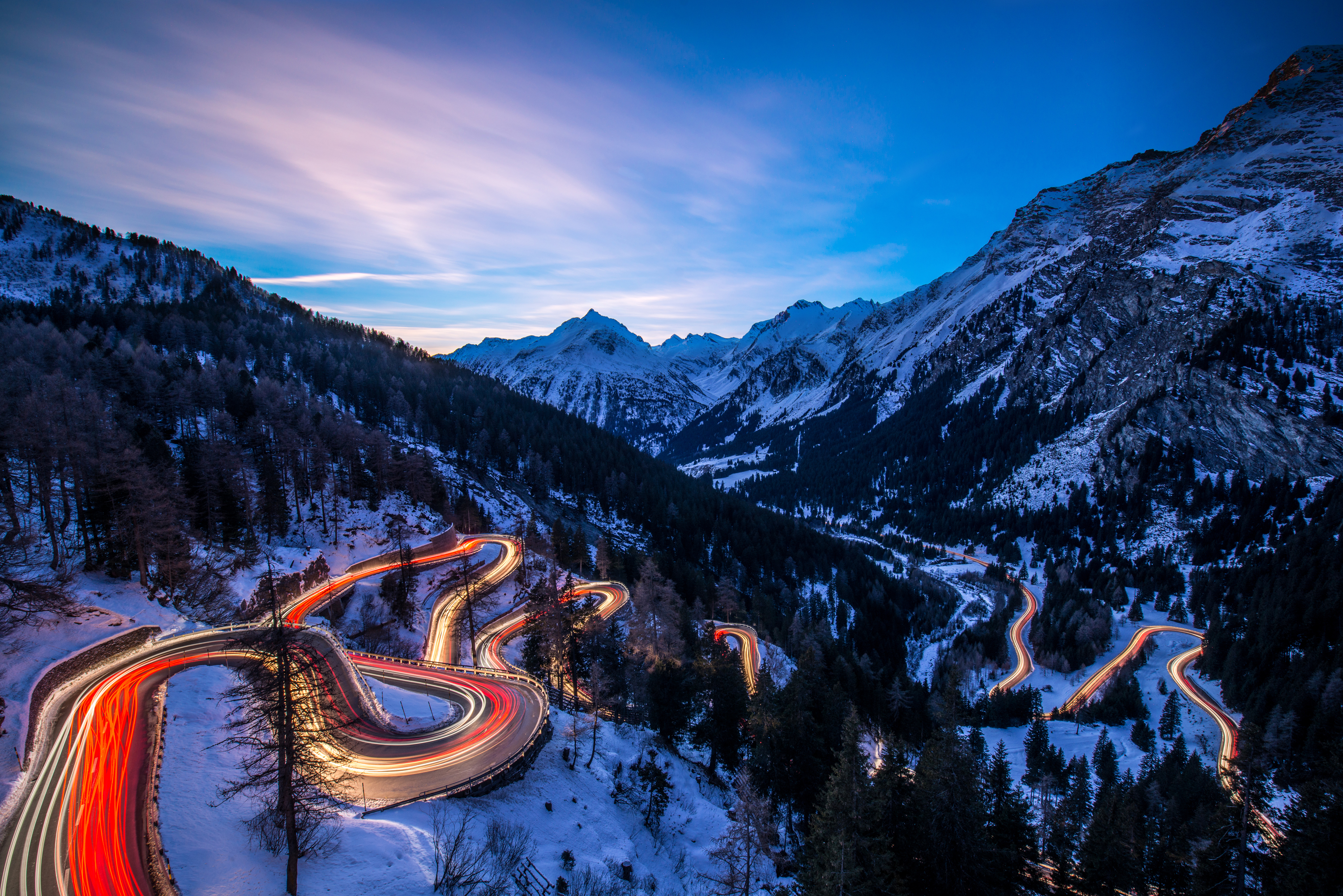
瑞士阿尔卑斯山脉馬洛亞山口的华灯初上。

## 外部連結
- Blue hour mobile application (iOS, Iphone/iPad) （页面存档备份，存于）
- bluehoursite.com: Everything about Blue Hour and Night Photography (news, articles, tips and calculator) （页面存档备份，存于）
- Twilight Calculator, Golden Hour/Blue Hour table （页面存档备份，存于）